# Ctenanthe marantifolia
Ctenanthe marantifolia är en strimbladsväxtart som först beskrevs av Vell., och fick sitt nu gällande namn av J.M.A.Braga och H.Gomes. Ctenanthe marantifolia ingår i släktet Ctenanthe och familjen strimbladsväxter. Inga underarter finns listade.